# Oblongo

Forma oblonga

Oblongo (del latín: oblongus, "alargado"; de ob: ·delante" y longus: "largo") es una forma caracterizada por ser más larga que ancha, usualmente con esquinas redondeadas. También se dice de algo ovalado o elíptico.

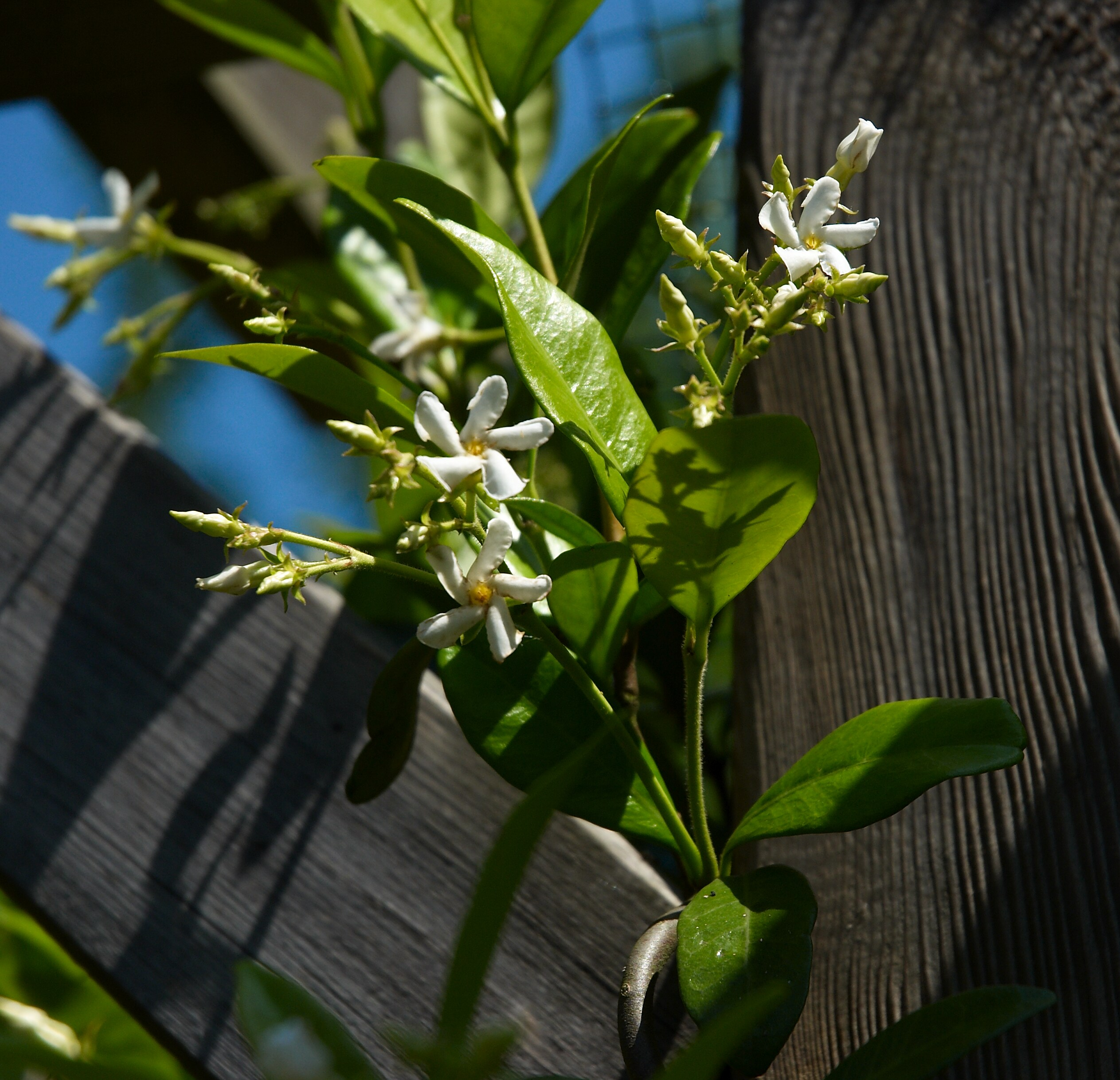
Hojas oblongas del Trachelospermum jasminoides.

En botánica, se dice de un órgano (hoja, bráctea, estípula) mucho más largo que ancho (dos a cuatro veces), con bordes paralelos en gran parte de la longitud y redondeados en ambos extremos (es decir, que no acaban en punta).Como ejemplo, las hojas del Trachelospermum jasminoides (jazmín estrella).
En lenguaje bibliográfico, oblongo significa un formato cuyo ancho excede la altura, utilizándose para designar obras gráficas (libros, folletos). Se corresponde con el formato apaisado en términos informáticos y en “a la italiana” para la impresión. 
Se habla de agujero oblongo al que es más largo que ancho y está terminado por dos semicilindros. A menudo se lleva a cabo con una fresadora, que se mueve después de perforar a lo largo del agujero.
También en el episodio de la serie Don't Hug Me I'm Scared se hace referencia a un objeto oblongo en el episodio "Don't Hug Me I'm Scared 4". Exactamente en el minuto 3:37.